# Vito Roberto Palazzolo
Vito Roberto Palazzolo (Terrasini, 31 luglio 1947) è un mafioso italiano.
Si ritiene sia un membro della mafia siciliana, anche se lui nega qualsiasi connessione. Viene considerato il cassiere di Cosa nostra, esperto riciclatore di denaro, molto vicino ai principali narcotrafficanti italo-americani nonché tesoriere di Bernardo Provenzano e Totò Riina. Pertanto è stato condannato in via definitiva a 9 anni di reclusione per associazione mafiosa. Sposato con una ricca ereditiera d'origine russa, in passato è stato anche ambasciatore plenipotenziario del piccolo Stato del Ciskei (bantustan poi annesso al Sudafrica).

## Biografia

### Inizi
Inizialmente Palazzolo intraprende l'attività di imprenditore edile ed inizia a prendere contatti con la mafia emergente dei Corleonesi già negli anni '60. Secondo alcuni collaboratori di giustizia, in quel periodo entrerebbe a far parte della famiglia mafiosa di Partinico guidata da Nenè Geraci e presto fissò la propria residenza nel Canton Ticino, in Svizzera. Secondo Giovanni Brusca, Palazzolo sarebbe stato il principale fornitore di armi ed esplosivi per conto dei Corleonesi. Il suo nome emerge per la prima volta nel 1984 nel corso della storica indagine di Giovanni Falcone denominata "Pizza Connection", la quale smantellò una rete di traffico di stupefacenti e riciclaggio di denaro attiva in tutto il mondo e accertò il ruolo centrale della mafia siciliana nella raffinazione e nel traffico di eroina, i cui proventi vennero in larga parte riciclati dallo stesso Palazzolo in Svizzera e nella Germania Ovest. In tale indagine Palazzolo viene segnalato come vicino al boss Antonino Madonia e ai Cuntrera-Caruana, all'epoca i più grandi narcotrafficanti del mondo.
Nel 1984 la polizia svizzera riesce ad arrestarlo per riciclaggio di denaro e lo condanna in Svizzera a tre anni di prigione.

### Trasferimento in Sudafrica
Uscito dal carcere svizzero grazie ad un permesso premio fugge in Sudafrica dove arriva con un passaporto svizzero intestato a tale Domenico Frapolli, il quale era il suo compagno di cella. In breve tempo Palazzolo ottiene una nuova identità cambiando il proprio nome in Robert Van Palace Kolbatschenko e diventa un vero e proprio magnate del paese sudafricano dove, dopo l'apartheid, stringe rapporti con l'African National Congress, il partito di maggioranza nera.
Dal 1986 Palazzolo vive a Franschhoek come importantissimo uomo d'affari tra i principali contribuenti del paese. Ricco commerciante di pietre preziose con la "Van Palace Diamond Cutters", allevatore di struzzi, gestore di lussuosi night club e proprietario dell'azienda che imbottiglia l'acqua "Le vie de Luc", commercializzata perfino sugli aerei della compagnia di bandiera sudafricana.
Nel 1996 viene accusato di aver dato asilo a due ricercati mafiosi di Partinico: Giuseppe Gelardi e Giovanni Bonomo, che sarebbero stati segnalati proprio nelle sue proprietà tra il Sudafrica e la Namibia. La procura di Palermo inizia quindi una complessa attività rogatoria e nel 2004 i pubblici ministeri Domenico Gozzo e Gaetano Paci vanno in Sudafrica per chiedere l'estradizione di Palazzolo che viene però negata: a garantire per lui ci sono anche due generali dell'esercito sudafricano.
(Domenico Gozzo, procuratore aggiunto a Caltanissetta)
Nonostante lo scampato pericolo, la condanna inflittagli dai tribunali italiani pesa a Palazzolo che ormai cerca di accreditarsi come un uomo d'affari di successo. Per questo cerca in qualche modo di liberarsene avanzando recentemente richiesta di revisione. 
Per cercare di ripulire la sua fedina penale in passato Palazzolo aveva attivato anche la sorella, Sara Palazzolo, che nel 2003 cerca di contattare Marcello Dell'Utri. L'oggetto dell'incontro con il senatore del Pdl sarebbe stato quello di "risolvere, magari i problemi di Roberto che sono anche quelli di Marcello", dice al telefono Daniela Palli, amica dei Palazzolo, che doveva fare da tramite con Dell'Utri e che è finita sotto processo a Palermo per favoreggiamento aggravato. "Dell'Utri non devi convertirlo, è già convertito" spiega Palazzolo alla sorella, intercettato dagli inquirenti. Dell'Utri ha spiegato che Sara Palazzolo "era interessata ad avere un consiglio da me sugli avvocati da scegliere per il fratello. Non mi parlò di questioni specifiche. Io ho ormai maturato una lunga esperienza da imputato. Le ho dato la mia disponibilità. Ma l'incontro non si è più svolto. Ancora sto aspettando".
In Sudafrica, Palazzolo vive in una lussuosa tenuta nella valle di Franschhoek, la zona dei vigneti più pregiati del Paese. Commercia diamanti e pietre preziose attraverso la sua Van Palace Diamond Cutters, alleva struzzi, gestisce locali extralusso e night club. 
Nel Paese di Nelson Mandela, Palazzolo ha goduto di una totale impunità grazie a una serie di amicizie altolocate. Vicino sia al National Party sia all'African National Congress, nella sua dimora ha organizzato feste a cui hanno partecipato anche i vertici della polizia e il sindaco di Città del Capo, secondo quanto riportato da diversi quotidiani sudafricani.
Nel 2010 l'Alta corte del Sudafrica si era pronunciata a favore di Palazzolo negando l'estradizione chiesta dall'Italia, nonostante pesasse su di lui una condanna per concorso esterno in associazione mafiosa del 2006, divenuta definitiva in Cassazione nel 2009. Il reato di associazione mafiosa non è previsto nello Stato Sudafricano. Elio Veltri nel suo libro "Mafia Pulita" scritto a quattro mani con Antonio Laudati, edito da Longanesi e pubblicato nel 2009 dedica a Vito Palazzolo un intero capitolo, il primo.

### Arresto
Per sfuggire a una richiesta d'arresto temporaneo Palazzolo si era spostato a Hong Kong e poi in Thailandia dove, il 30 marzo 2012 è stato fermato dalla polizia locale all'aeroporto di Bangkok, in seguito ad operazione Interpol.
La localizzazione di Palazzolo, è stata possibile grazie alle attività info-investigative del Reparto Operativo di Palermo, del Raggruppamento Operativo Speciale di Roma e dalla Squadra mobile di Palermo, che hanno operato in sinergia con il Servizio per la Cooperazione Internazionale di polizia di Roma. In particolare il Nucleo Investigativo, a partire dal mese di gennaio 2012 e in collaborazione con il Ros, ha avviato una serie di attività, coordinate dalla Dda, anche attraverso intercettazioni telematiche (profili Facebook e di altri social network riferibili al latitante e al nucleo familiare), nonché tramite l'acquisizione di notizie da fonti confidenziali, che hanno consentito di documentare il viaggio di Palazzolo in Thailandia e a Bangkok.
Dopo mesi di battaglie legali, in data 20 dicembre 2012 le autorità thailandesi hanno ordinato l'estradizione verso l'Italia del magnate sudafricano. Il 19 dicembre 2013 arriva in Italia, dove viene preso in consegna da polizia e carabinieri. Successivamente viene trasferito al 41 bis, il carcere duro.

## Amicizie e contatti
Nel corso degli anni Vito Roberto Palazzolo ha avuto contatti ed è divenuto amico di personaggi molto importanti della politica e degli affari.

### L'amicizia con il conte Agusta
Tra le sue varie amicizie importanti, però, un ruolo fondamentale l'ha sempre avuto il legame con il conte Riccardo (Ricky) Agusta, figlio dell'ex magnate degli elicotteri Corrado, e figliastro della contessa Francesca Vacca Agusta, scomparsa da Portofino l'8 gennaio 2001.
Al conte, Palazzolo ha venduto anche le sue proprietà sudafricane per evitare confische. Attraverso la Agusta Holding co., che ha sede a Hong Kong, il conte possiede infatti la Terre de Luc e le aziende agricole Trauve che sorgono a pochi metri dalla lussuosa dimora sudafricana di Palazzolo.

### Il caso Finmeccanica
Secondo quanto ricostruito dal libro Pecunia non olet del giornalista Alessandro Da Rold (Milano, Chiarelettere, 2019), nel corso dei suoi anni sudafricani Vito Roberto Palazzolo avrebbe avuto numerosi contatti con alcuni tra i maggiori centri di potere economico sia italiani sia africani. In particolare avrebbe interagito come mediatore d'affari con il principale gruppo italiano di difesa, Finmeccanica (oggi Leonardo). Un inquirente sudafricano che indagò sul suo conto, André Lincoln, non a caso dichiarò: "Se Vituzzu dovesse parlare sul serio farebbe tremare Italia e Africa intere".